# Sahyadrimetrus rugosus
Espèce
Synonymes
- Heterometrus scaber rugosus Couzijn, 1981
- Heterometrus keralaensis Tikader & Bastawade, 1983

Sahyadrimetrus rugosus est une espèce de scorpions de la famille des Scorpionidae.

## Distribution
Cette espèce est endémique d'Inde. Elle se rencontre en Kerala, au Tamil Nadu et au Karnataka.

## Description
La femelle holotype mesure 112 mm.

## Systématique et taxinomie
Cette espèce a été décrite sous le protonyme Heterometrus scaber rugosus par Couzijn en 1981. Elle est élevée au rang d'espèce et placée dans le genre Sahyadrimetrus par Prendini et Loria en 2020 qui dans le même temps placent Heterometrus keralaensis en synonymie.

## Publication originale
- Couzijn, 1981 : « Revision of the genus Heterometrus Hemprich & Ehrenberg (Scorpionidae, Arachnidea). » Zoologische Verhandelingen (Leiden), vol. 184, p. 1-196 (texte intégral).